# Dungusiku
Dungusiku is een bestuurslaag in het regentschap Garut van de provincie West-Java, Indonesië. Dungusiku telt 4131 inwoners (volkstelling 2010).